# LDAP
LDAP (Lightweight Directory Access Protocol) és un protocol a nivell d'aplicació que permet l'accés a un servei de directori ordenat i distribuït per a cercar diversa informació en un entorn de xarxa. LDAP també és considerat una base de dades (tot i que el seu sistema d'emmagatzemament pot ser diferent) al que poden realitzar-se consultes.
Habitualment, emmagatzema la informació de login (usuari i paraula de pas) i és utilitzat per a autenticar-se tot i que és possible emmagatzemar altres tipus d'informació (dades de contacte de l'usuari, ubicació de diversos recursos de la xarxa, permisos, certificats, etc.).